# The Shanes
The Shanes sind eine Folk-Band aus Trier.

## Bandgeschichte
Die Band The Shanes wurde im Jahr 1991 gegründet. Bereits ein Jahr danach machte die Gruppe ihre ersten Aufnahmen, welche die Hamburger Plattenfirma Strange Ways aufhorchen und als CD-Album Songs from the Urban Country Hell veröffentlichen ließ. Labelchefin Kathrin Achinger produzierte 1993 den Nachfolger Polka Hard, der den Joy-Division-Klassiker Love Will Tear Us Apart in Polkaversion enthält und der von dem bekannten BBC-Radio-DJ John Peel in dessen Sendung ausgestrahlt wurde.
1995 erschien eine Mini-CD mit sechs Songs unter dem Namen These Days, 1996 eine nur in Ungarn erhältliche Coproduktion mit dem ungarischen Aktivisten Benito von Gruenau und der rumänischen Band Vezérkar, die als limitierte Auflage mit dem Titel Budapest Sessions nur auf Konzerten der Band erhältlich war, sowie 1998 eine Promotion-CD 5 Years of Hardpolka.
In den nachfolgenden Jahren zog sich die sich schon vorher abzeichnende Instabilität der Besetzungen fort. Besonders die Schlagzeuger wechselten häufig. Dennoch spielte die Band viele Konzerte in Deutschland, Großbritannien, Österreich, Schweiz und den Vereinigten Staaten.
Erst 2001 folgte mit The Haunted House of Polka ein weiteres Album. Nun bei Karsten Jahnkes Label Pinorrekk, war die Band wieder öfter auf den Konzertbühnen in Deutschland und dem benachbarten Ausland unterwegs. Anfang 2005 kam das Studioalbum Pölka auf dem neuen, hauseigenen Indie-label Sumorex mit Sitz in Trier heraus. Das erste Livealbum Polka over Serbja, wurde in Cottbus aufgenommen und unter dem oben genannten Label im Juli 2007 veröffentlicht. März 2008 verließ Akkordeonspieler Andreas Diewald aus beruflichen Gründen die Band und wurde von Alexander Schuster ersetzt.
Ende 2008 wurde unter der Leitung des britischen Musikers/Engineers Mike Butcher (u. a. „Sabotage“ von Black Sabbath, „Sexual Healing“ von Marvin Gaye) das Album „Squandering Youth“ aufgenommen.
Dabei wurden die bisher eher unterschwellig vertretenden Einflüsse aus dem Americana/Alternativ Country Bereich deutlicher herausgearbeitet, ohne auf die bisherige Verwurzelung in der Tradition osteuropäischer und irisch-englischer Folkmusik zu verzichten. Als Coversongs finden sich auf dem Album eine Countrypunkversion der Punkikone G.G. Allin („Bite it, you scum“) und eine Folkversion des Turbonegroklassikers „Sailorman“.
2013 erschien das bisher letzte Album "Road Worrier" (SumoRex/Broken Silence) mit wieder neuen Bandmitgliedern, den beiden Engländern Chris Birch (Geige) und Matt Dawson (Pedal-Steel, Mandoline, Gitarre, Dobro), dem Bruder von Julian Dawson sowie Nataša Grujović (Akkordeon) aus Belgrad.
The Shanes spielten in der Besetzung Kornelius Flowers, Herr Dannehl, Warpig Stoffregen, Nataša Grujovich, Markus Schu, Chris Birch und Matt Dawson noch bis 2015 regelmäßig Konzerte, lösten sich Ende 2015 jedoch überraschend auf.
4 Jahre später formierte der 2008 ausgeschiedene Akkordeonist Andy Diewald eine neu Besetzung mit Herr Dannehl am Bass sowie Kornelius Flowers für eine Reunion-Show am 23. Dezember 2019. Ganz neu dabei waren Dimitri Tatarinov (Gitarre), Maggie Krupp (Geige) und Andy James Fandel am Schlagzeug.
Sämtliche, nach der Reunion geplanten, Konzerte mussten aufgrund der COVID-19-Pandemie 2020 abgesagt werden.

## Stil
Schnell einigte man sich, zunächst noch beeinflusst durch Bands wie The Pogues, M. Walking on the Water, The Whisky Priests und Les Négresses Vertes, auf ein Konzept, in der Geige und Akkordeon das Klangbild dominieren. Gepaart mit 2/4-Rhythmus und Rockmusik entstand daraus ein eigener Stil: „Hardpolka“. Besonders in der letzten Zeit treten verstärkt Country und Americana Sounds hinzu.

## Diskografie
- 1992: Songs from the Urban Country Hell (Strangeways/Indigo)
- 1993: Polka Hard (Strangeways/Indigo)
- 1994: Love Will Tear Us Apart (Vinyl-Single), (Strangeways/Indigo)
- 1995: These Days (EP), (Strangeways/Indigo)
- 1996: Budapest Sessions
- 1998: 1993–1998 – five years of HardPolka
- 2001: The Haunted House of Polka (Pinorekk/Edel)
- 2005: Pölka (SumoRex/Broken Silence)
- 2007: Polka over Serbja (Live in Chosebuz), (SumoRex/Broken Silence)
- 2009: Squandering Youth (SumoRex/Broken Silence)
- 2013: Road Worrier (SumoRex/Broken Silence)